# Chris Soule
Christopher „Chris” Soule (ur. 5 lutego 1973 w Trumbull) – amerykański skeletonista, dwukrotny medalista mistrzostw świata oraz zdobywca Pucharu Świata.

## Kariera
Pierwszy sukces w karierze osiągnął w 1997 roku, kiedy zdobył brązowy medal na mistrzostwach świata w Lake Placid. W zawodach tych wyprzedzili go jedynie Ryan Davenport z Kanady i inny reprezentant USA - Jimmy Shea. Na rozgrywanych sześć lat później mistrzostwach świata w Nagano wywalczył srebrny medal, rozdzielając na podium Kanadyjczyka Jeffa Paina i swego rodaka, Brady’ego Canfielda. W 2002 roku wystartował na igrzyskach olimpijskich w Salt Lake City, zajmując siódme miejsce. Brał także udział w igrzyskach w Turynie w 2006 roku, gdzie zajął 25. miejsce.
Ponadto w sezonie 2002/2003 zwyciężył w klasyfikacji generalnej Pucharu Świata. Był też drugi w sezonach 1999/2000, 2001/2002 oraz 2004/2005.